# Walter Reder
Walter Reder (Freiwaldau, Oostenrijks Silezië, 4 februari 1915 - Wenen, 26 april 1991) was een SS-Sturmbannführer (majoor) in het Derde Rijk. Hij is onderscheiden met het Duitse Ridderkruis, een hoge militaire onderscheiding. Na de Tweede Wereldoorlog werd hij als oorlogsmisdadiger veroordeeld.
Walter Reder werd in Jeseník (in het huidige Tsjechië) geboren, destijds nog Freiwaldau geheten en gelegen in Oostenrijk-Hongarije. Op 9 februari 1933 ging hij als lid van de Hitlerjugend bij de SS. In 1936 sloot hij de SS-Führerschule Braunschweig af en voerde vervolgens het commando over diverse eenheden van de SS-Totenkopf-divisies tijdens de Tweede Wereldoorlog.
Reder kreeg de leiding over de SS-Panzer-Grenadier-Ausbildungs- und Ersatz-Bataillon 3 in Warschau, welke deelnam aan het neerslaan van de opstand in het getto van Warschau in 1943.
Hij werd vervolgens commandant van de 16e SS-Panzergrenadierdivision "Reichsführer SS", die verantwoordelijk was voor de massamoord op 1830 burgers van het Italiaanse Marzabotto bij Bologna in de herfst van 1944, welke een vergelding was voor aanslagen door het verzet.
Reder werd in 1948 aan Italië uitgeleverd en in 1951 voor een militaire rechtbank in Bologna tot levenslange gevangenschap veroordeeld. De veroordeling was gebaseerd op de vernietiging van de stad Marzabotto en andere dorpen in de buurt van Bologna in augustus en september 1944, waarbij Reder executiebevelen van 2700 Italiaanse burgers in Toscane en Emilia-Romagna had uitgevaardigd. In 1984 betuigde Reder zijn diepste spijt in een brief aan de burgers van Marzabotto. Op 24 januari 1985 werd hij vrijgelaten uit de gevangenis. Hij vertrok naar Oostenrijk. Bij zijn aankomst werd hij door de Oostenrijkse Minister van Defensie Friedhelm Frischenschlager begroet, wat voor een schandaal zorgde. Reder overleed op 76-jarige leeftijd te Wenen.

## Militaire loopbaan
- SS-Anwärter: 2 februari 1933
- SS-Mann:
- SS-Sturmscharführer: 1934
- SS-Untersturmführer: 20 april 1936[1][2]
- SS-Obersturmführer: 30 januari 1939[1]
- SS-Hauptsturmführer: 1 september 1941[1]
- SS-Sturmbannführer: 30 januari 1944[1]

## Lidmaatschapsnummer
- NSDAP-nr.: 5 020 869[1][2]
- SS-nr.: 58 074[1][2]

## Decoraties
Selectie:
- Ridderkruis van het IJzeren Kruis op 3 april 1943 als SS-Hauptsturmführer en Bataillonskommandeur / SS-Panzer-Grenadier-Regiment 1 “Totenkopf” / SS-Panzer-Grenadier-Division “Totenkopf” / Heeresgruppe Süd[1][3][4]
- IJzeren Kruis 1939, 1e Klasse (28 juli 1941[1][3]) en 2e Klasse (31 mei 1940[1][3])
- Duitse Kruis in goud op 17 oktober 1942 als SS-Hauptsturmführer in de 11./SS-T. Infanterie-Regiment 1[1][3]
- Gewondeninsigne 1939 in zilver (1943) en zwart (20 september 1941)[1]
- Nahkampfspange in zilver en brons
- Storminsigne van de Infanterie[3] in brons (19 juli 1941[1])
- Medaille Winterschlacht im Osten 1941/42[3] in 13 juli 1942[1]